# إيفلين ديرمان
إيفلين ديرمان (بالإنجليزية: Evelyn Dearman)‏ مواليد 8 سبتمبر 1908 - الوفاة 2 ديسمبر 1993، كانت لاعبة كرة مضرب بريطانية وكانت تلعب باليد اليمنى. كما أنها إحدى بطلات الجراند سلام حيث فازت بالبطولة الأسترالية في فئة الزوجي.

## النهائيات

### الزوجي: (الألقاب 1)
| النتيجة | السنة | الدورة             | الشريك          | المنافس في النهائي         | النتيجة  |
| الوصافة | 1935  | البطولة الأسترالية | نانسي ليل غلوفر | لوي بيكرتون نيل هول هوبمان | 6–3, 6–4 |

## وصلات خارجية
- National Portrait Gallery image